# Vasile Alexandrescu Urechia
Vasile Alexandrescu Urechia (Piatra Neamț, 1834-Bucarest, 1901) fue un profesor, político, publicista y periodista rumano.

## Biografía
Nacido el 15 de febrerojul./ 27 de febrero de 1834greg. en la ciudad de Piatra Neamț, realizó sus estudios secundarios en Iași y los cursos de la facultad de letras, ciencias y filosofía en París. Al regresar a su país natal, en 1857 fue nombrado profesor de literatura en la Universidad de Iași y director del Ministerio de Instrucción Pública de Moldavia. Como periodista, colaboró con Zimbrul și Vulturul, Steaua Dunării y fue corresponsal de los periódicos franceses Le Temps, Le Siècle y La Press. El 4 de noviembre de 1864 fue nombrado profesor de historia y literatura rumanas en la Facultad de Letras y Filosofía de la Universidad de Bucarest. Fue ministro de Instrucción Pública en 1881, entre el 10 de abril y el 1 de agosto de 1882, así como en el gobierno de Mihail Kogălniceanu de 1860 a 1861, y representó de forma casi continua al segundo colegio de Galați en el Senado. Falleció el 22 de noviembre de 1901 en Bucarest.
Fue durante muchos años miembro del Comité de Teatro de Bucarest, además de presidente de la Sociedad de la Liga Cultural. Entre sus obras se encontraron títulos como Grinda de aur (1851), Setrarul Gurlnescovici (1854), Mozaic (1855), Logofetni Baptiste Veleli (1855), Coliba Măriucăi (1858), Schiţări de literatură românească (1859), Vieriţa cea frumoasă (1859), Balul mortului (1865), Femeia română (1865), De clasicism, romantism şi realism (1865), Cronicele noastre (1865), Patria romana (1868), Opere complete (1878), Lugubre monumentum Besarabiae (1878), Discursuri academice (1878), Conferinte si discursuri (1878), Incercare bibliografică despre Istria și Dalmaţia (1878), Album Macedo-Român (1880), Carta etnografica a Românilor (1882), Schițe de istoria literaturii române (1885), Miron Costin (1886), Istoria evenim. din Orient (1889), Documente relative la anii 1800-1831 (1889), Despre bresle (1889), Monumentul lui Miron Costin (1889), Memorii presentante Academiei in 1887-88, Biserica din cetatea Neamţu (1890), Legende (1891), Istoria românilor (1892) e Istoria școalelor.